# Вардар (1905)
Вижте пояснителната страница за други значения на Вардар.
Вардар е списание за наука, литература и политически въпроси свързани с Македония и Македонския въпрос. Издаден е само един брой от него през 1905 година в Одеса, Руска империя. Негов автор е Кръсте Мисирков, който излага в списанието македонистките си възгледи. Списанието е списано на Мисирковата форма на българския език, както и на руски. Първият и единствен брой съдържа превод от хърватски на стихотворението „Пътник“ на П. Прерадович, предговор, в който са изложени основните тези на автора, статии против българската пропаганда в Македония, геополитическото положение на Русия и за Македония, както народна песен записана от Мисирков и статистическа таблица за селата между Енидже Вардар и Кукуш.